# Превалис
Превалис (лат. Prаevalis) или Превалитана (лат. Praevalitana, односно Prevalitana, Praevaliana, Prevaliana) била је провинција позног Римског царства, а потом и раног Византијског царства. Основана је крајем 3. века, а постојала је све до почетка 7. века. Обухватала је већи део данашње Црне Горе, југозападни део данашње Србије и северни део данашње Албаније. Најзначајнији градови на подручју ове покрајине били су: Скадар, Дукља, Улцињ и Љеш.

## Историја
Превалитанска провинција је настала крајем 3. века, за време владавине римског цара Диоклецијана (284-305). Формирана је издвајањем источнх области из састава провинцје Далмације. Током раног раздобља, најзначајнији град у новој покрајини била је Дукља (лат. Doclea), али већ током 4. века примат преузима Скадар (лат. Scodra), као провинцијска метропола.
Управник провинције се називао презес (лат. praeses). Имао је управне и судске функције, а носио је и разне почасне титуле (лат. vir clarissimus или лат. vir perfectissimus, односно: лат. iudex, rector, moderator). Војна власт је била одвојена, а вршили су је посебни заповедници (лат. dux), у складу са реформама које су спровели цареви Диоклецијан и Константин I.
Друштвени живот је би организован око већих градских центара, док су у сеоској унутрашњости постојале и латифундије, односно виле рустике. Најзначајнији пример је вила рустика из Петровца на мору, која је датована у 4. век.
У прво време, провинција Превалитана је припадала дијецези Мезији, која је за време цара Константина I (306—337) подељена на два дела, те су тако настале: дијецеза Дакија на северу и дијецеза Македонија на југу. Приликом те поделе, провинција Превалитана је ушла у састав дијецезе Дакије, која је припадала преторијанској префектури Илирик.
Након коначне поделе Римског царства (395), провинција Превалитана је  потпала под власт источноримских, односно византијских царева, који су столовали у Константинопољу.
На подручје ове покрајине су у неколико наврата упадали Готи, прво под Аларихом, на самом почетку 5. века, а слични упади су се поновили и за време касније миграције Источних Гота, крајем 5. века. Такви и слични упади одразили су се веома неповољно на опште стање у покрајини.
Током 6. века, у Превалитану су почели да упадају Словени, а касније и Авари. Након свргавања цара Маврикија (602) византијски одбрамбени систем у пограничним областима на северу доживео је потпуни крах, а последице су се ускоро осетиле и на подручју Превалитане. Услед упада Авара и Словена (око 615. године), читава Превалитана је тешко пострадала, преставши да постоји као организована провинција, а на њеном подручју су се током владавине цара Ираклија I (610—626) населили Срби.

## Црквено уређење
Иако се појава раног хришћанства на источним обалама Јадранског мора везује за прве векове хришћанске историје, постојана црквена управа се на подручју провинције Превалитане усталила тек током 4. века, након увођења митрополитског система. Као јерарх главног провинцијског града, скадарски епископ је тада добио митрополитску власт над свим епископима у провинцији, чиме је створена скадарска црквена област, односно Скадарска митрополија, која је у историографији такође позната и као Превалитанска митрополија.
За време владавине цара Јустинијана I (527–565) створена је нова Архиепископија Јустинијана Прима, са седиштем у истоименом граду (локалитет Царичин град, код данашњег Лебана у Србији). Тој архиепископији је приликом оснивања (535) била додељена црквена надлежност над неколико покрајина, међу којима је била и Превалитана, тако да је скадарски мирополит са својим епископима од тада био под јурисдикцијом архепископа Јустинијане Приме.
Почетком 7. века, услед разорних упада Авара и Словена, пострадале су и древне епископије у градовима широм Превалитане, укључујући и Скадар, што је довело до пропасти Скадарске митрополије, која није била обновљена ни касније, након поновног јачања византијске власти и ширења Драчке теме према областима некадашње Превалитане у 10. веку, тако да је надлежност над обнављањем тамошњих епископија преузела суседна Драчка митрополија.